# Zenny de Azevedo
Zenny de Azevedo (Río de Janeiro, 1 de marzo de 1925 - Río de Janeiro, 10 de marzo de 2001), más conocido como Algodão, fue un jugador de baloncesto brasileño.